# K003
簡単ケータイ K003（かんたんけーたい けーぜろぜろさん）は、京セラが日本国内向けに開発した、auブランドを展開するKDDIおよび沖縄セルラー電話のCDMA 1X WIN対応携帯電話である。製造型番はKY003（けーわい ぜろぜろさん）。

## 概要
- 携帯初心者から高齢者までの幅広いユーザー層を対象にした音声用端末。電源スイッチは一般的なボタン式キー（終話キーと共用）ではなく、独立したスライド式スイッチを採用しており、最大16GBまでのmicroSDHCメモリーカードを利用する事が可能[1]である。
- また、従来のKCPプラットフォームを搭載したau携帯電話としてはこの機種よりチップセットがこれまでのMSM6550からQSC6075に変更となった[2]。

## 沿革
- 2009年5月25日 - KDDI、および京セラより公式発表。
- 2009年8月7日 - 全国にて一斉発売。
- 2010年5月 - 販売終了。

## 対応サービス
| 主な対応サービス                                                                       | 主な対応サービス                                                     | 主な対応サービス                          | 主な対応サービス                                     |
| -------------------------------------------------------------------------------------- | -------------------------------------------------------------------- | ----------------------------------------- | ---------------------------------------------------- |
| LISMO! (着うたフル) (着うたフルプラス) (LISMOビデオクリップ) (LISMO Video)(LISMO Book) | EZケータイアレンジ                                                   | バーコードリーダー&メーカー               | PCサイトビューアー                                   |
| EZチャンネルプラス                                                                     | EZニュースフラッシュ EZニュースEX （Web版のみ対応）                  | Touch Message                             | EZFeliCa                                             |
| PCドキュメントビューアー                                                               | じぶん銀行アプリ                                                     | EZアプリ(BREW)                            | オープンアプリプレイヤー                             |
| ケータイ de PCメール                                                                   | デコレーションメール                                                 | デコレーションアニメ                      | au one メール                                        |
| EZナビウォーク                                                                         | EZ助手席ナビ                                                         | 安心ナビ                                  | 災害時ナビ                                           |
| 移動経路通知                                                                           | 居場所通知 フェイク着信                                              | グローバルパスポート （レンタルサービス） | au Smart Sports （Karada Manager） (Run&Walk) (Golf) |
| EZ「着うた」 （ハイクオリティステレオ(HE-AAC)対応）                                    | 赤外線通信(IrDA) auフェムトセル (別途、ケータイアップデートにて対応) | au BOX                                    | PCドキュメントビューアー                             |

など

## 不具合および新機能の追加
2010年6月24日に以下の新機能の追加がケータイアップデートにより行われた。
- 宅内用小型基地局「auフェムトセル」に対応した。